# 上佩希茨山

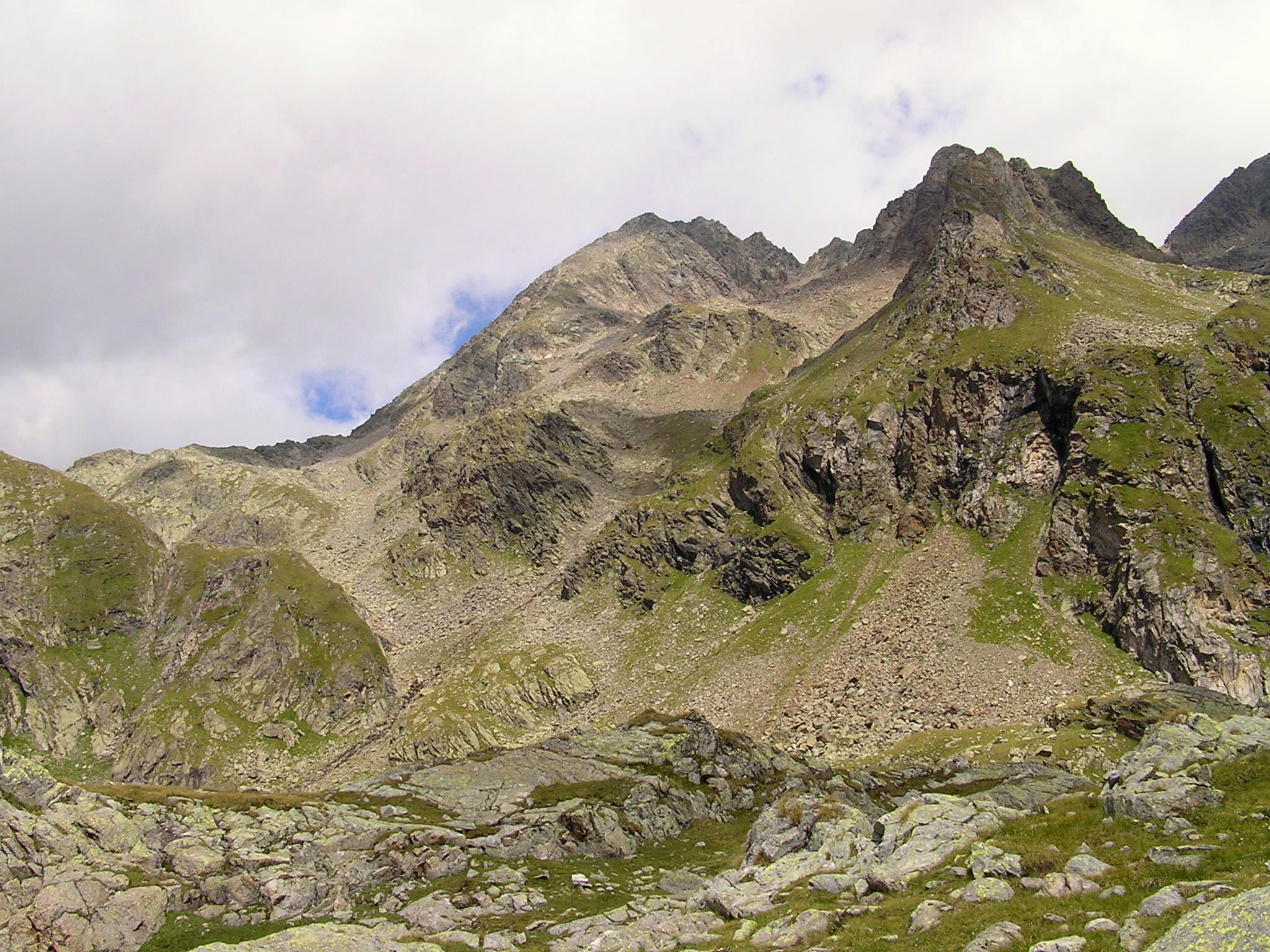

46°56′22″N 12°47′11″E / 46.93944°N 12.78639°E
上佩希茨山（德語：Hoher Perschitzkopf），是奧地利的山峰，位於該國南部，處於克恩頓州和蒂羅爾州接壤的邊界，屬於舍貝爾山脈的一部分，海拔高度3,125米，每年平均降雨量2,138毫米，人類在1890年7月26日首次登頂。